# Dobriceni (Vâlcea)
Dobriceni es una localidad rumana de la comuna de Stoenești, en el condado de Vâlcea.

## Historia
Hacia finales del siglo XIX la localidad de Dobriceni, por entonces cabeza de la comuna del mismo nombre, tenía contabilizada una población de 991 habitantes y formaba parte del condado de Vâlcea. En la segunda mitad del siglo XX la localidad formaba parte de la comuna de Stoenești.